# Liste der denkmalgeschützten Objekte in St. Johann am Wimberg
Die Liste der denkmalgeschützten Objekte in Sankt Johann am Wimberg enthält die denkmalgeschützten unbeweglichen Objekte der Gemeinde St. Johann am Wimberg in Oberösterreich (Bezirk Rohrbach).

## Denkmäler
| Foto  |                 | Denkmal                                                                    | Standort                                                | Beschreibung | Metadaten |
| ----- | --------------- | -------------------------------------------------------------------------- | ------------------------------------------------------- | --- | --- |
| ja BW | Datei hochladen | Sagmühle HERIS-ID: 18601 Objekt-ID: 14895                                  | Pesenbachstraße 32 Standort KG: St. Johann              | Die Gebäudegruppe am Pesenbach diente bis 1971 als Mühle und wurde im dritten Viertel des 18. Jahrhunderts errichtet sowie 1847 erweitert.                                                                                             | BDA-Hist.: Q37845307 Status: Bescheid Stand der BDA-Liste: 2025-06-30 Name: Sagmühle GstNr.: 1563                                                               |
| ja    | Datei hochladen | Kath. Pfarrkirche hl. Johannes der Täufer HERIS-ID: 18598 Objekt-ID: 14892 | Sankt Johann am Wimberg Standort KG: St. Johann         | Die Pfarrkirche in Sankt Johann ist ein gotisches und barockes Bauwerk mit fünfjochigem Saalraum und romanischen Außenmauern, barocken Stichkappentonnen und Chor der Spätgotik. Der mächtige spätgotische Südturm wurde barockisiert. | BDA-Hist.: Q37845293 Status: § 2a Stand der BDA-Liste: 2025-06-30 Name: Kath. Pfarrkirche hl. Johannes der Täufer GstNr.: .50 Pfarrkirche St. Johann am Wimberg |
| ja    | Datei hochladen | Kalvarienbergkapelle HERIS-ID: 18587 Objekt-ID: 14881                      | östlich Sankt Johann am Wimberg Standort KG: St. Johann | Der schmale, hohe Rechteckbau mit Schopfwalmdach wurde 1847 in einem Waldstück östlich von St. Johann errichtet. | BDA-Hist.: Q37845270 Status: § 2a Stand der BDA-Liste: 2025-06-30 Name: Kalvarienbergkapelle GstNr.: 947/1 Kalvarienbergkapelle Sankt Johann am Wimberg         |